# گلن ال. مارتین کمپانی
گلن ال. مارتین کمپانی (به انگلیسی: Glenn L. Martin Company) شرکت هوافضایی آمریکایی بود، که در زمینه طراحی و ساخت انواع هواگردها، موشک‌های بالستیک قاره‌پیما، شاتل‌های فضایی، فضاپیماها و تجهیزات فضانوردی فعالیت می‌نمود.
شرکت گلن ال. مارتین کمپانی در سال ۱۹۱۲ توسط خلبان آمریکایی، گلن ال. مارتین در سانتا آنا، کالیفرنیا راه‌اندازی شد و در سال ۱۹۱۶ با شرکت برادران رایت، یعنی رایت کمپانی ادغام گردید و شرکت رایت-مارتین تشکیل گردید. در پی عملکرد نه چندان خوب رایت-مارتین، گلن مارتین از این شرکت جدا شد و دومین شرکت با نام گلن ال. مارتین کمپانی، را در سال ۱۹۱۷ در کلیولند، اوهایو تأسیس کرد.
گلن ال. مارتین کمپانی بعدها در سال ۱۹۶۱ با آمریکن-مریتا کورپوریشن ادغام شد، که در پی آن شرکت مارتین مریتا تشکیل گردید. مارتین مریتا نیز سرانجام در سال ۱۹۹۵ با لاکهید کورپوریشن ادغام شده و کمپانی لاکهید مارتین به وجود آمد.